# Saltblommossa
Saltblommossa (Schistidium maritimum) är en bladmossart som beskrevs av Bruch och W. P. Schimper in B.S.G. 1845. Saltblommossa ingår i släktet blommossor, och familjen Grimmiaceae. Arten är reproducerande i Sverige. Inga underarter finns listade i Catalogue of Life.